# Deopalpus fucatus
Deopalpus fucatus là một loài ruồi trong họ Tachinidae.